# Кьерскоу, Фредерик Кристиан
Фредерик Кристиан Якобсен Кьерскоу (дат. Frederik Christian Jacobsen Kiærskou, более известный как F. C. Kiærskou; 26 марта 1805, Копенгаген — 6 июня 1891, Копенгаген) — датский художник-пейзажист, профессор живописи.

## Жизнь и творчество

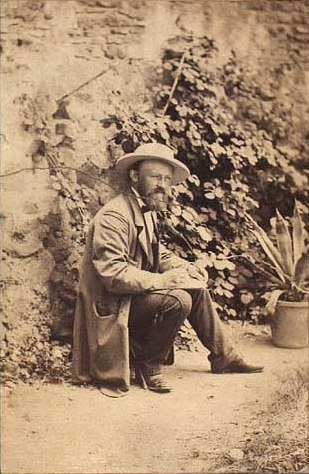
Ф.К. Кьерскоу. На этюде

Фредерик Кьерскоу родился в Копенгагене 26 марта 1805 года в семье служащего полицейского суда Фредерика Якоба Кьерскоу и его жены Сусанны Доротеи, урождённой Линд. Фредерик потерял родителей на 9-м году жизни. После смерти родителей он был помещён в Королевскую школу для сирот. После окончания этой школы в 1820 году он поступил в Датскую Королевскую Академию изящных искусств в класс орнамента, где обучался несколько лет. Здесь он учился на художника-декоратора, поскольку по мнению пейзажиста Йенса Петера Мёллера, профессия декоратора была бы более надёжным и уверенным призванием для него, в которой он смог бы утвердиться, нежели карьера живописца. Однако Кьерскоу стал продвигаться в другие школы Академии — из школы прикладного искусства (дат. Frihaandstegneskolen) в школу гипса (дат. Gibsskolen) в 1827 году. Утвердившись как художник-декоратор и почувствовав уверенность в своем положении, он женился в том же 1827 году 24 ноября на Иде Гинруп (дат. Ida Gindrup, ум. 6 ноября 1880). Однако он продолжил обучение в Академии и в 1830 году посещал модельный класс К. В. Эккерсберга и И. Л. Лунда. В 1832 году победил в летнем конкурсе пейзажистов, а в 1833 получил денежную премию. У Эккерсберга и Лунда он старательно обучался пейзажной живописи, которой он начал заниматься ещё с 1826 года. Его пейзажи получили быстрое признание и в 1837 году Академия была готова порекомендовать его кандидатуру на соискание гранта от фонда, созданного королем Фредериком V для поддержки науки, литературы и искусства «Fonden ad usus publicos» (упразднён в 1842 году), но посоветовала ему ещё подождать. Поскольку ему не удалось добиться поддержки Академии, в 1840 году он отправился на остров Фюн к брату, который, вероятно, одолжил ему средства для его заграничных поездок, в том числе в Гамбург, Дрезден и Мюнхен. В 1841—1842 годах он, наконец, получил академическую стипендию. В Мюнхене, влияние которого прослеживалось в живописи Кьерскоу ещё до заграничной поездки (особенно это заметно при проработке листвы деревьев), ему удалось продать некоторые картины графу Мольтке, который также поддерживал его финансово. Его картины приобретало также художественное общество Кунстфорейнинн до и после его поездки. По возвращении из Мюнхена он продемонстрировал часть работ из долины Адидже и некоторые другие зарисовки и ему было поручено написать «Пейзаж в тирольских горах» (дат. «Landskab i en tyrolsk Bjærgegn»). Выполнив этот заказ, он стал членом Академии в 1845 году. В 1848 году он также стал членом-корреспондентом Шведской королевской академии искусств за работу над популярной книгой шведских пейзажей, опубликованной издательством Albert Bonniers Förlag, а в 1859 году он получил звание профессора Академии.
Наибольшее влияние на творчество Фредерика Кьерскоу оказала немецкая романтическая пейзажная традиция, продвигаемая Иоганном Лундом, которая восходила корнями к голландской живописи XVI века.

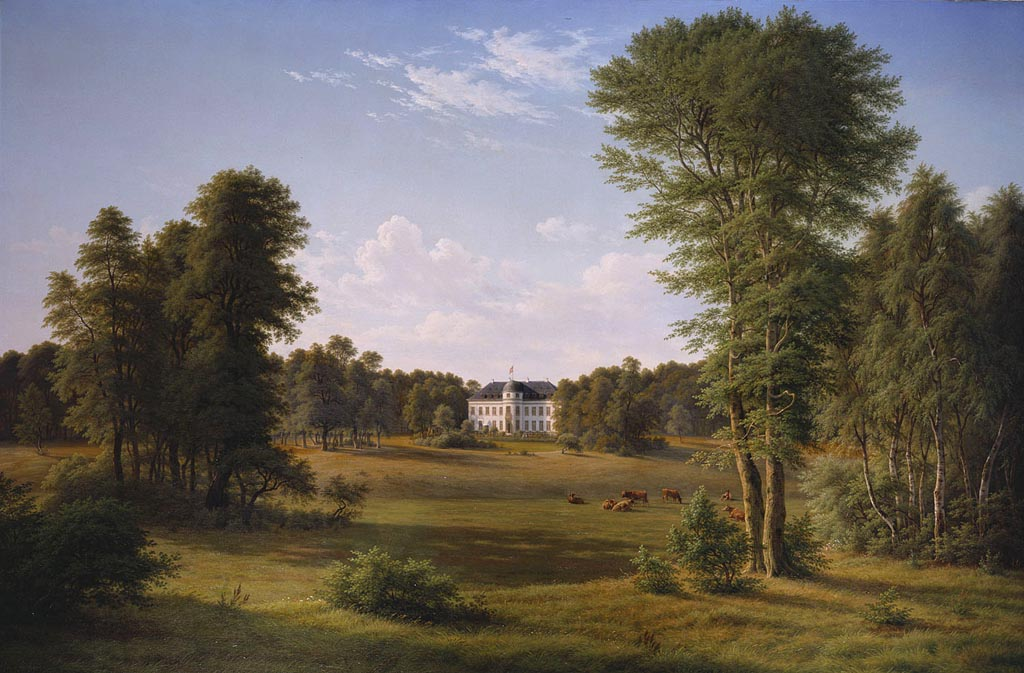
«Bernstorff House and Park»

Картины Кьерскоу отличаются красивыми сюжетами и эмоциональным позитивом. Влияние старой школы прослеживается отчётливо — он слишком много внимания уделяет деталям, особенно при изображении деревьев, и при этом упускает общий живописный эффект. В результате в его картинах часто преобладает обыденный характер. Однако это многих привлекало, и в последние годы жизни малоформатные пейзажи Кьерскоу были довольно востребованы среди его покупателей. Некоторые из его крупных картин попали в усадьбу Брегентвед, принадлежавшей графу Мольтке, а некоторые были проданы за границу: в Швецию, Германию и Америку. Его самая большая картина — пейзаж с дворцом Бернсторф («Bernstorff House and Park») была написана в 1863 году в качестве свадебного подарка для принцессы Александры Датской, которая сочеталась в браке с Эдуардом VII. Сейчас эта картина находится в Англии, в Королевской коллекции живописи. Кроме того, этой коллекции принадлежат три его ранние работы.
Несмотря на то, что Кьерскоу был учеником Эккерсберга, он не поддерживал традиции школы Эккресберга в своём дальнейшем творчестве. Это обстоятельство отодвинуло его на второй план среди современных ему пейзажистов, которые поддерживали романтико-идеалистический художественный взгляд Эккерсберга.
У Кьерскоу была членская резиденция в Шарлоттенборге с 1867 года.
С 1865 года он был руководителем (консерватором) в Коллекции живописи Мольтке в Копенгагене.
У Фредерика Кьерскоу был сын Яльмар Кьерскоу — известный ботаник.
Фредерик Кьерскоу, будучи всегда бодрым, щеголеватым человеком, всегда неутомимым в работе, скоропостижно скончался 5 (6) июня 1891 года в возрасте 86 лет.

## Выставки
- Шарлоттенборг, весна: 1826-41, 1843-54, 1856-62, 1864-92;
- Копенгагенский университет, выставка «Художники от Абильгора до настоящего времени»: 1843;
- Париж: 1855;
- Лондон: 1862;
- Копенгаген, «Северное искусство»: 1872, 1883, 1888;
- Художественная ассоциация (Кунстфорейнинн): 1882[6].

## Галерея

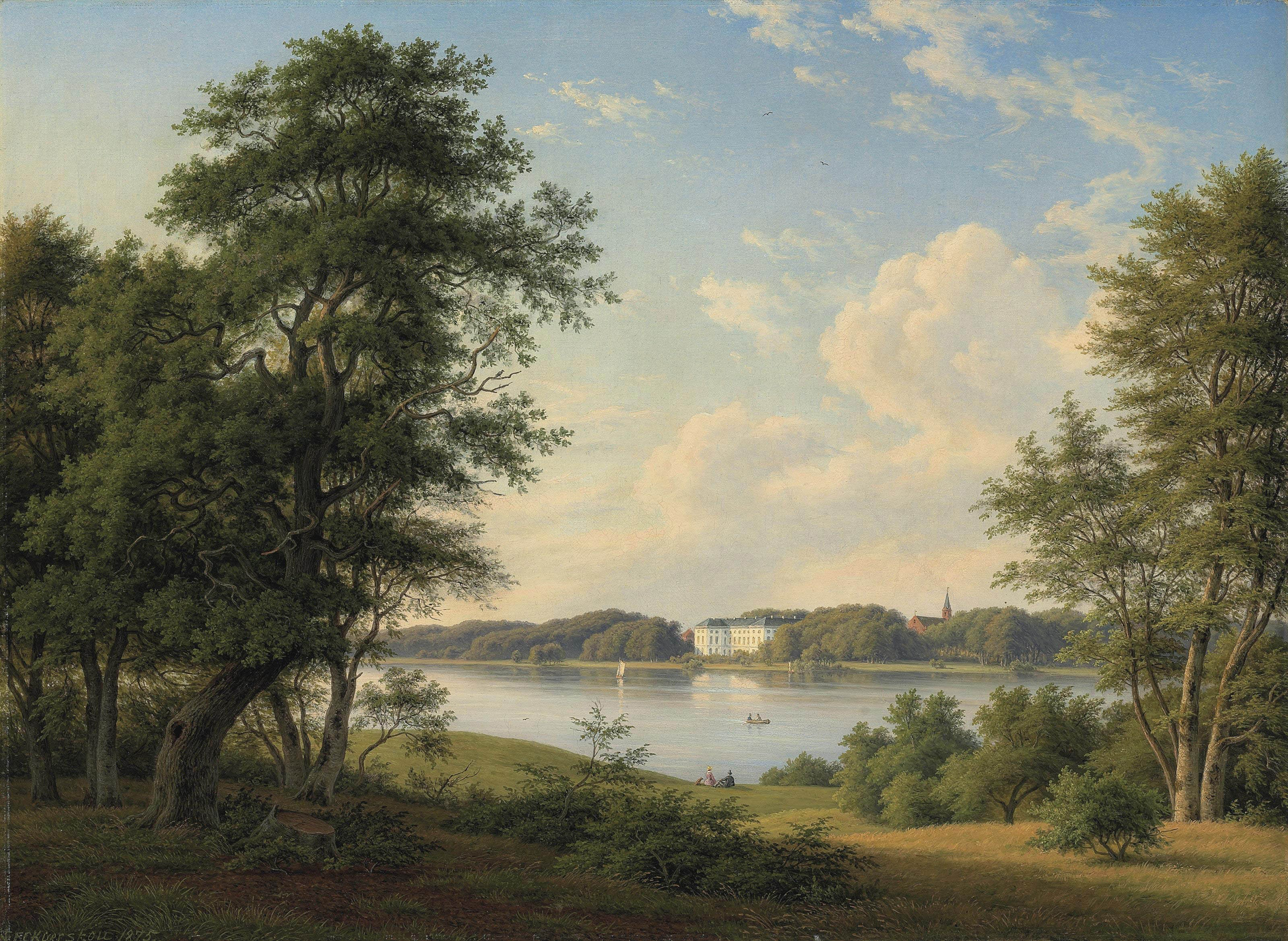
«Вид на Академию Сорё»
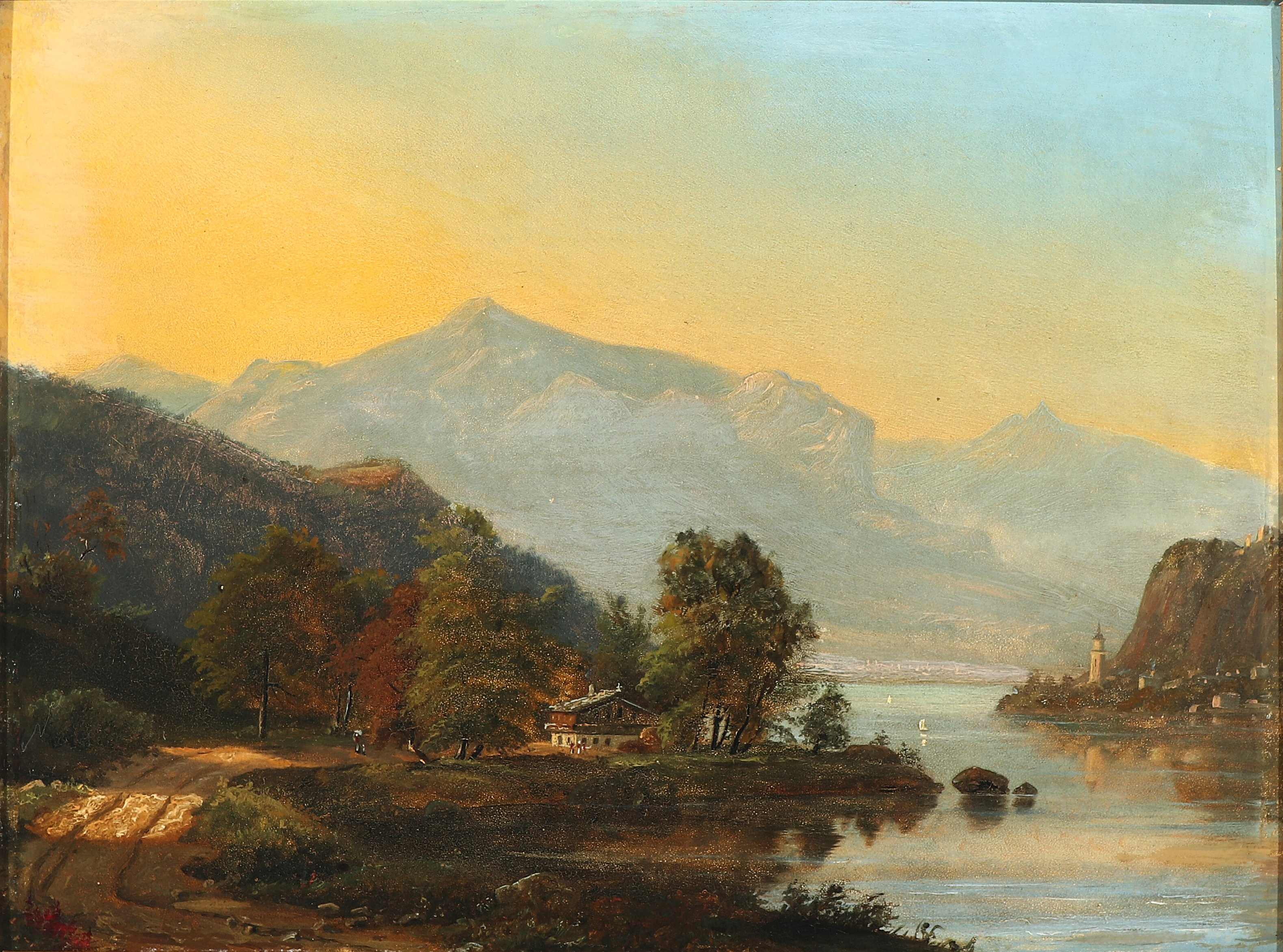
«Горный пейзаж с извилистой рекой»
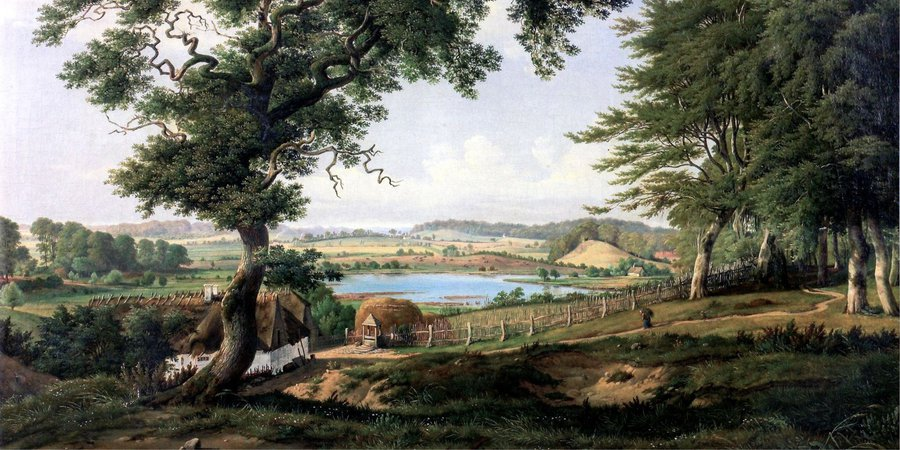
«Rundforbi. 1834»
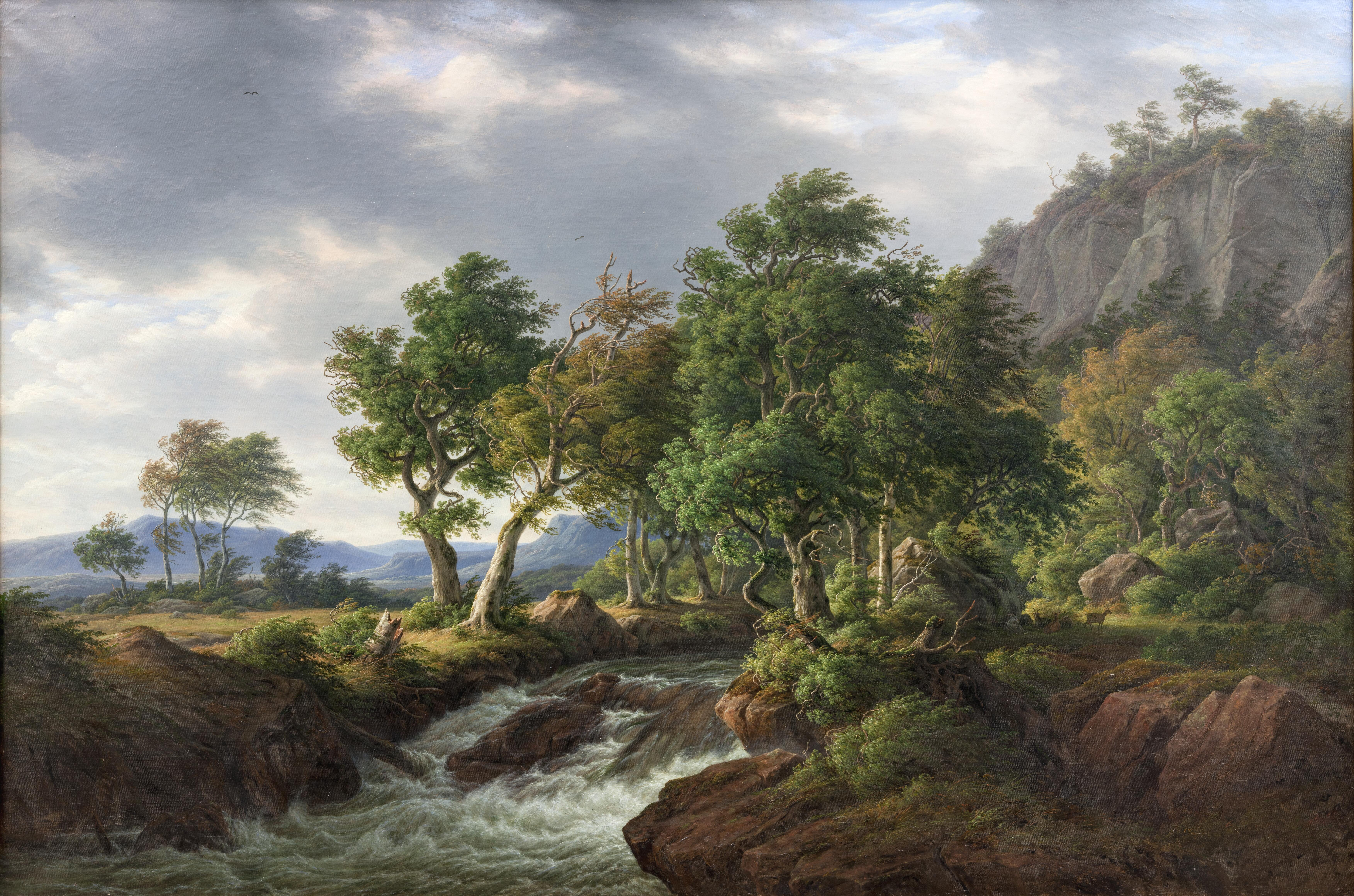
«Klippelandskab. Djupadal i Bleking»
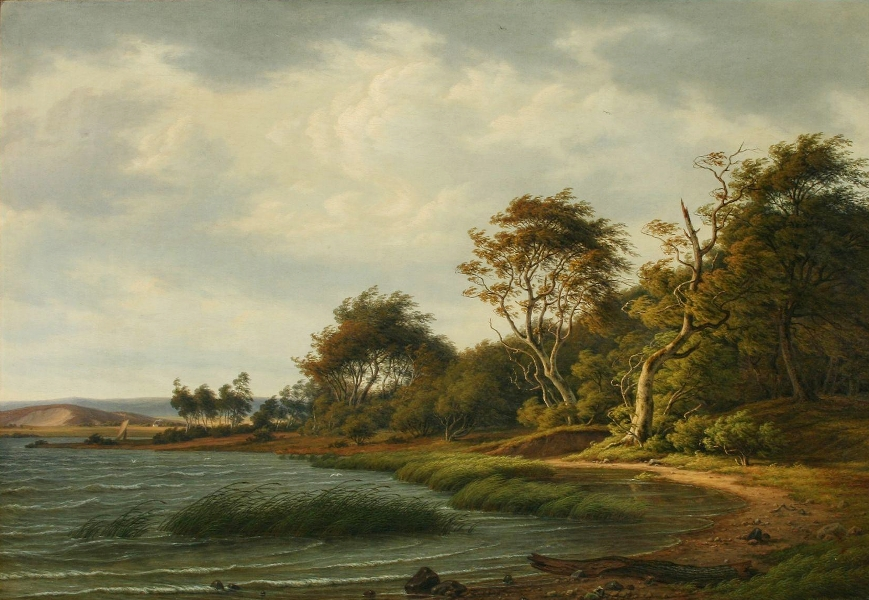
«En stormfuld efteraarsdag ved Lang sø i Jylland»
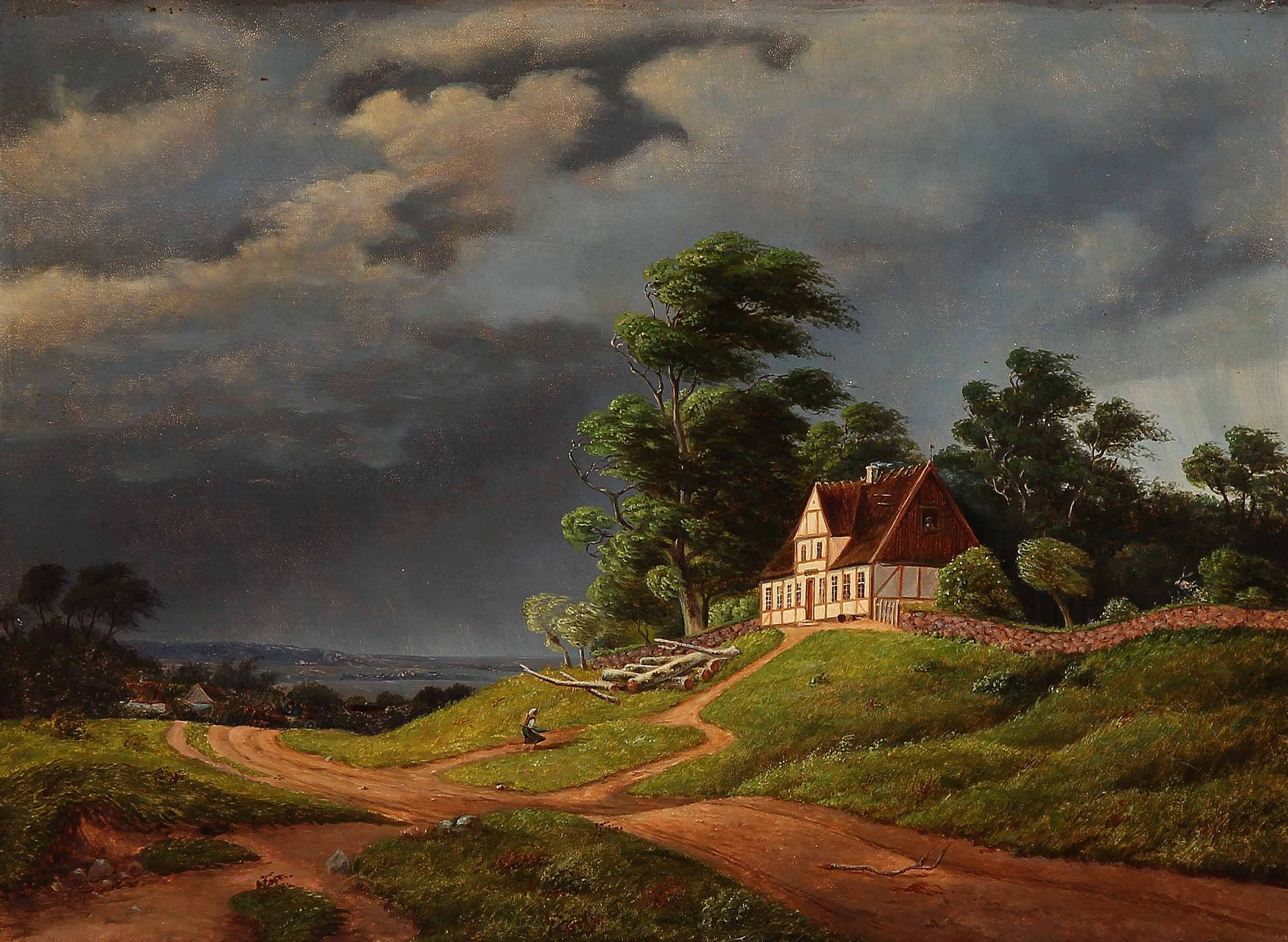
«Optræk til storm ved en landevej»
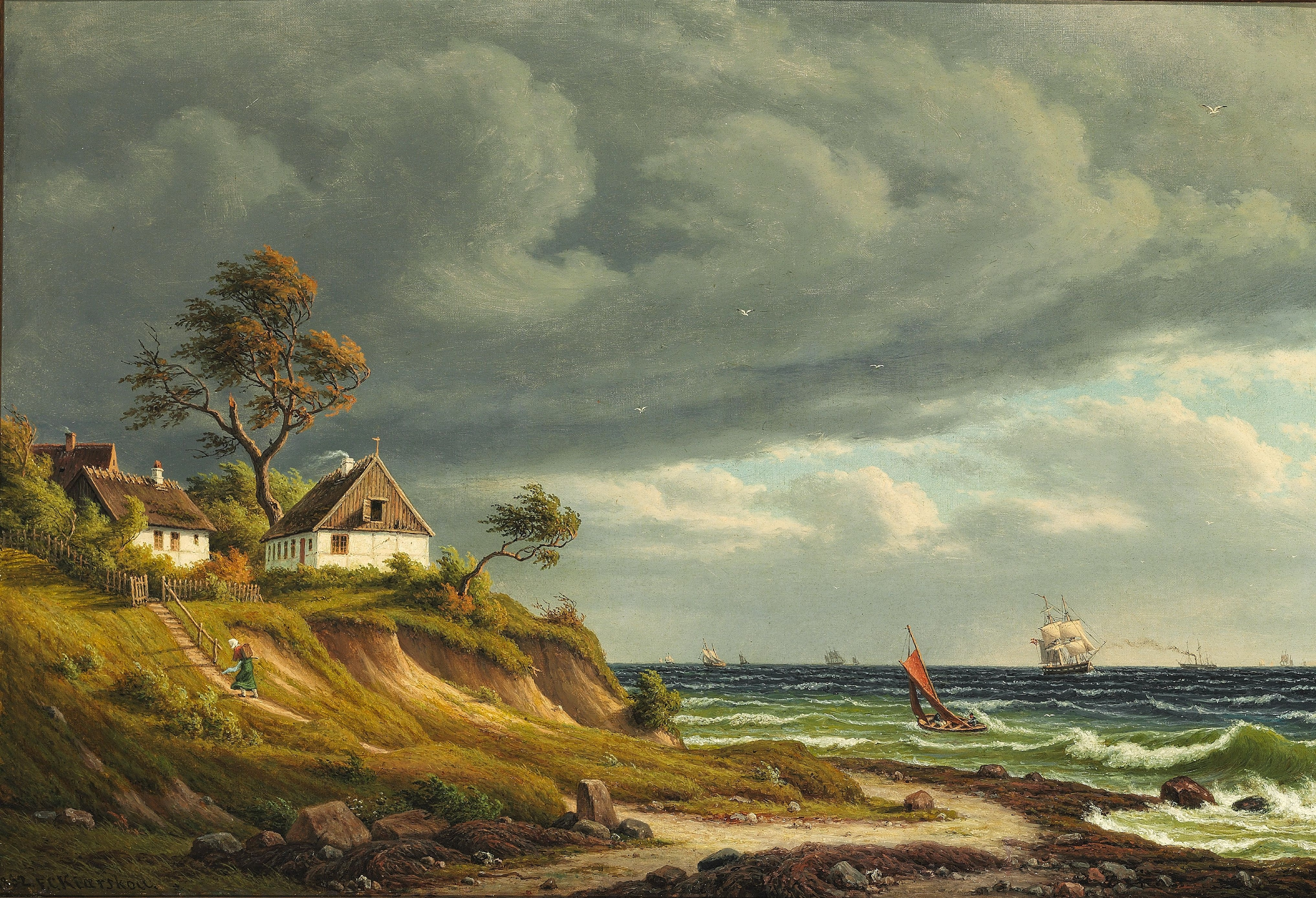
«Frisk Kuling. 1882»
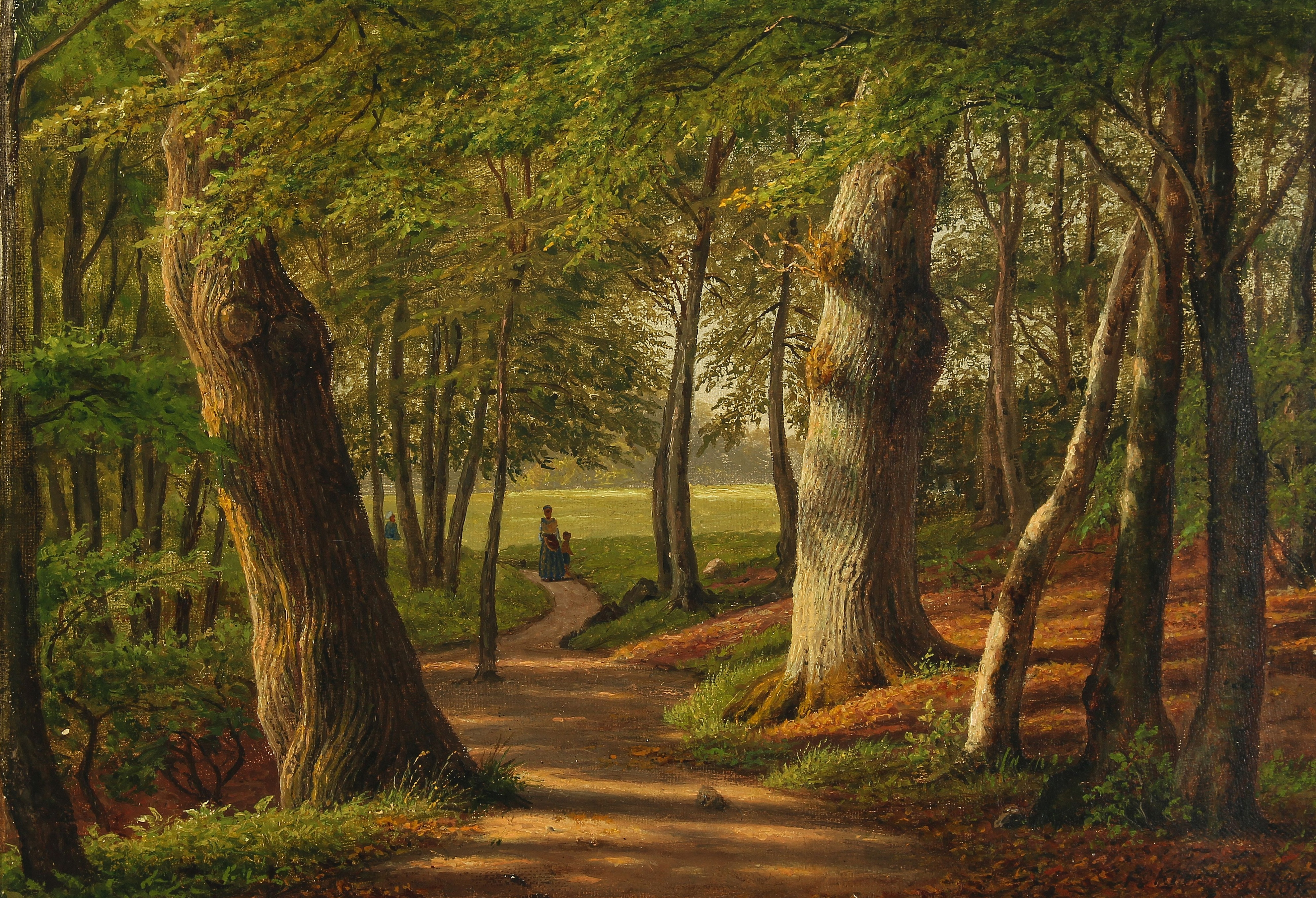
«Skoven ved Hellebæk. 1884»
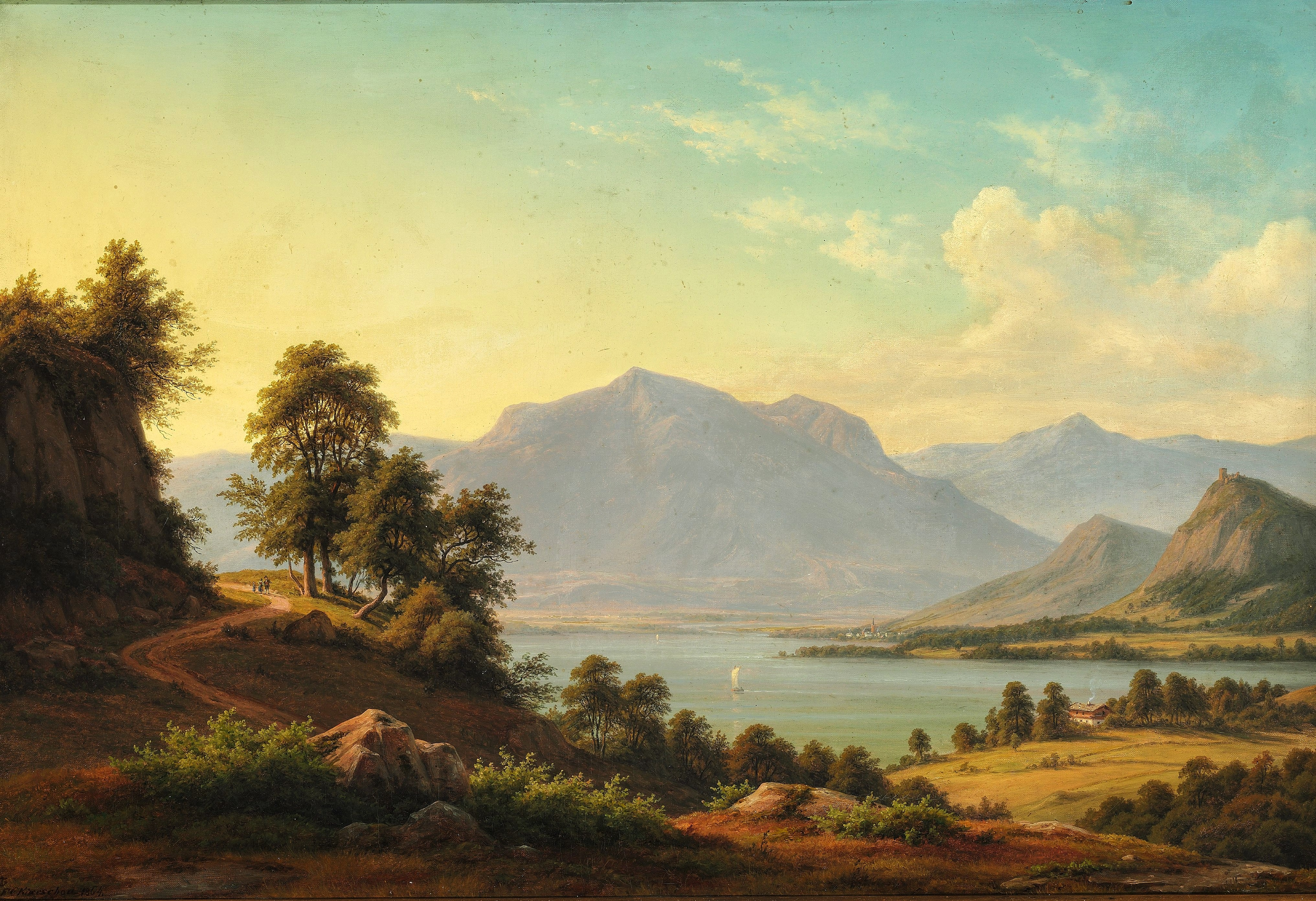
«Альпийский пейзаж с рекой и высокими горами. 1864»